# Bladel en Netersel
Bladel en Netersel è un'ex-municipalità dei Paesi Bassi situata nella provincia del Brabante Settentrionale. Soppressa il 1º gennaio 1997, il suo territorio, insieme a quello della municipalità di Hoogeloon, Hapert en Casteren è andato a formare la nuova municipalità di Bladel.